# Gaivotas em Terra
Gaivotas em Terra é o primeiro livro de ficção de David Mourão-Ferreira publicado em 1959. Foi dedicado ao pai do escritor.

É constituído por 4 novelas correspondentes a Lisboa em épocas diferentes:
- Tal e Qual o que era: está centrada nos anos 1930.
- E Aos Costumes Disse Nada: situa-se na primeira metade dos anos 1940 (fase da II Guerra Mundial) e fala da experiência militar. O realizador José Fonseca e Costa extraiu desta novela o filme Sem Sombra de Pecado.
- Terceira: começo dos anos 1950;
- Última: Anos 1957-1958, quando o livro foi escrito.